# Angus Strathie
Angus Strathie (...) è un costumista australiano. Insieme a Catherine Martin ha vinto l'Oscar ai migliori costumi per Moulin Rouge! nel 2002, nove anni dopo aver condiviso con la Martin il BAFTA ai migliori costumi per Ballroom - Gara di ballo.

## Filmografia

### Cinema
- Ballroom - Gara di ballo (Stricly Ballroom), regia di Baz Luhrmann (1992)
- Moulin Rouge!, regia di Baz Luhrmann (2001)
- La regina dei dannati (Queen of the Damned), regia di Michael Rymer (2002)
- Una bracciata per la vittoria (Swimming Upstream), regia di Russell Mulcahy (2003)
- Catwoman, regia di Pitof (2004)
- Le verità negate (Irresistible), regia di Ann Turner (2006)
- Aliens vs. Predator 2 (Aliens vs. Predator: Requiem), regia dei Fratelli Strause (2007)
- L'acchiappadenti (Tooth Fairy), regia di Michael Lembeck (2010)
- I bambini di Cold Rock (The Tall Man), regia di Pascal Laugier (2012)
- My Mistress, regia di Stephen Lance (2014)
- Adaline - L'eterna giovinezza (The Age of Adaline), regia di Lee Toland Krieger (2015)
- Deadpool, regia di Tim Miller (2016)

### Televisione
- Great Performances – serie TV, 1 episodio (1994)
- Specchio del passato – serie TV, 1 episodio (1995)
- Ritorno al mondo di Oz (Tin Man) – serie TV, 3 episodi (2007)
- Alice – serie TV, 2 episodi (2009)
- Il ragazzo che gridava al lupo... Mannaro (The Boy Who Cried Werewolf), regia di Eric Bross – film TV (2010)
- Fairly Legal – serie TV, 1 episodio (2011)
- Un fantafilm - Devi crescere, Timmy Turner! (A Fairly Odd Movie: Grow Up, Timmy Turner!), regia di Butch Hartman – film TV (2011)
- Big Time Movie, regia di Savage Steve Holland – film TV (2012)
- Rags, regia di Bille Woodruff – film TV (2012)
- Un Fanta Natale (A Fairly Odd Christmas), regia di Butch Hartman – film TV (2012)
- Rogue Files: Reparation – serie TV (2013)
- Christmas Bounty, regia di Gil Junger – film TV (2013)
- Rogue – serie TV, 11 episodi (2013-2014)
- Olympus – serie TV, 8 episodi (2015)
- Home, regia di Brad Anderson – film TV (2016)
- Una serie di sfortunati eventi (A Series of Unfortunate Events) – serie TV, 8 episodi (2017)
- Lost in Space – serie TV, 10 episodi (2018)
- Le terrificanti avventure di Sabrina (The Chilling Adventures of Sabrina) – serie TV, 3 episodi (2018-2020)
- Kung Fu – serie TV, 5 episodi (2021)

## Riconoscimenti (parziale)
- Premio Oscar
  - 2002 – Migliori costumi per Moulin Rouge!
- BAFTA
  - 1993 – Migliori costumi per Ballroom - Gara di ballo
  - 2002 – Candidatura per i migliori costumi per Moulin Rouge!
- Tony Award
  - 2003 – Candidatura per i migliori costumi per La bohème